# 霍尔塔格纳市镇
霍尔塔格纳市镇（俄语：Хор-Тагнинское муниципальное образование）是俄罗斯联邦伊尔库茨克州扎拉里区所属的一个市镇。其下辖有9个居民点，行政中心为霍尔塔格纳。据2016年统计，该市镇的人口为969人。